# Wells (Wisconsin)
Wells è un comune della Contea di Monroe, Wisconsin. La popolazione, al censimento del 2000, risultava di 529 abitanti. La comunità non incorporata di Farmers Valley si trova parzialmente nel comune. Wells prende il nome dal fondatore e primo sindaco del comune, James Wells.

## Geografia
Secondo l'Ufficio del censimento degli Stati Uniti d'America, il comune si estende su una superficie totale di 92,5 km², tutta su terra.

## Demografia
Secondo il censimento del 2000, vi erano 529 abitanti e 149 famiglie residenti nel comune. La densità di popolazione era di 5,7 persone per km². Vi erano 191 unità abitative per una densità media di 2,1/km². La distribuzione per razza nella popolazione cittadina era del 99.43% di razza bianca, lo 0.19% di asiatici e il 0,38% appartenenti a due o più razze. Gli ispanici o latini di ogni razza erano l'1,89% della popolazione.